# 東赫基默 (紐約州)
東赫基默（英語：East Herkimer）是位於美國紐約州赫基默縣的普查規定居民點。

## 人口
根據2020年美國人口普查的數據，東赫基默的面積為3.17平方千米，當中陸地面積為3.09平方千米，而水域面積為0.08平方千米。當地共有人口787人，而人口密度為每平方千米248.26人。